# عروسک روسی (مجموعه تلویزیونی)
عروسک روسی (به انگلیسی: Russian Doll) یک مجموعه تلویزیونی آمریکایی است که توسط ناتاشا لیون، ایمی پولر و لسلی هیلندل تهیه شده‌است و در ۱ فوریه ۲۰۱۹ در نت‌فلیکس عرضه شده‌است.

## داستان
«عروسک روسی» ماجرای زن جوانی به نام نادیا است که به عنوان مهمان افتخاری در یک جشن ظاهراً اجباری حضور دارد. در حالی که او به‌طور مداوم می‌میرد خود را دوباره در همان مهمانی می‌یابد، پس برای کشف راز این اتفاق تلاش می‌کند.